# Голубой гасконский бассет
Голубой гасконский бассет (фр. basset bleu de Gascogne) — порода охотничьих собак, выведенная в XIX веке во Франции, одна из четырёх разновидностей голубых гасконских гончих. Изначально использовалась при добыче волка и кабана, но со временем стала применяться в охоте на зайца, кролика и оленя. Разводится в основном на родине, где порода наиболее популярна, а также в других странах Европы. Хороший компаньон.

## История породы
Существуют несколько версий происхождения породы. По одной из них она является результатом отбора мутантов гасконской голубой гончей, от которой унаследовала окрас, форму головы, громкий лай, острое чутьё и отличные рабочие качества, по другой — произошла от скрещивания большой голубой гасконской гончей с сентонжским бассетом. Во Франции её стандарт был принят в конце XIX столетия.
В 1963 году голубой гасконский бассет был признан Международной кинологической федерацией (FCI) и отнесён к группе гончих и родственных им пород, секции малых гончих. В 1991 году порода зарегистрирована американским Объединённым клубом собаководства (UKC).

## Внешний вид
Типичный бассет с чертами крупной породы, от которой произошёл, достаточно мощный, но в то же время не слишком тяжёлый. Отношение высоты в холке к длине корпуса составляет приблизительно 5/8, отношение глубины груди к высоте в холке — приблизительно 2/3.

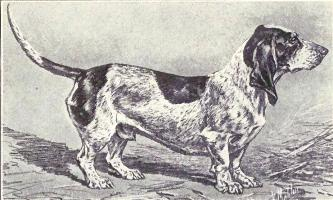
1915 год

Морда одинаковой длины с черепом, спинка носа с небольшой горбинкой. Переход ото лба к морде едва заметный. Нос чёрный, широкий, ноздри хорошо открыты, верхняя губа образует брыли. Прикус ножницеобразный, резцы расположены глубоко в челюстях. Глаза овальные, коричневые, довольно глубоко посажены, с мягким, немного печальным выражением. Уши весьма характерны для породы — тонкие, узкие у основания, скрученные в локон, с острыми концами, расположены ниже линии глаз, вытянутые вперёд должны достигать кончика носа.
Шея достаточно длинная, с подвесом. Спина удлинённая, но прочная, круп немного наклонён. Грудь хорошо развита, опускается ниже уровня локтей, рёбра довольно округлые. Хвост толстый у основания, саблевидный, в спокойном состоянии его кончик касается земли. Конечности сильные и мускулистые, лапы овальные, немного удлинённые, пальцы собранные, подушечки и когти чёрного цвета.
Шерсть короткая, жёсткая. Окрас голубо-чалый (на белом фоне густой чёрный крап с чёрными пятнами различного размера), над глазами, на скулах, морде, внутренней стороне ушей и лапах — рыжие подпалины. Два больших чёрных пятна, расположенных, как правило, по бокам головы, разделены между собой белым промежутком, в середине которого — типичное для породы маленькое, овальное, чёрное пятнышко. Светло-рыжие пятна над бровями формируют «четвёрку» глаз.
Высота в холке кобелей и сук — от 34 до 38 см, вес — от 16 до 20 кг.

## Темперамент и здоровье
Активная, проворная, подвижная, темпераментная, послушная и ласковая собака, обладающая отличным чутьём и мелодичным низким голосом. Очень старательная в работе, по следу идёт будто не обращая внимания на сложности рельефа. Привязана к хозяину, ладит со всеми, включая других собак, легко дрессируется. Порода относится к числу здоровых, каких-либо генетических заболеваний у неё не выявлено.

## Содержание и уход
К городской жизни плохо приспособлена, лучше всего подойдёт владельцу, проживающему в сельской местности. В особом уходе не нуждается, равно как любая гончая, живущая на псарне. Шерсть следует чистить щёткой для удаления уже вылинявшей. Длинные висячие уши плохо проветриваются и порой травмируются на охоте, из-за чего их необходимо еженедельно осматривать, чистить и, если нужно, своевременно лечить во избежание хронических отитов. Яркий охотничий инстинкт голубого гасконского бассета требует реализации в привычной для него работе, этой собаке необходимы продолжительные прогулки.